# Czesław Laszczkowski
 Czesław Laszczkowski (ur. 11 listopada 1938 w Ławsku) – generał dywizji Wojska Polskiego, dowódca 11 pułku czołgów w Giżycku, dowódca 9 Dywizji Zmechanizowanej w Rzeszowie, szef Zespołu Głównych Inspektorów MON w latach 1997–1998.

## Życiorys
Czesław Laszczkowski urodził się 11 listopada 1938 w Ławsku w powiecie grajewskim. We wrześniu 1956 rozpoczął służbę wojskową jako podchorąży Oficerskiej Szkole Wojsk Pancernych w Poznaniu. Promowany na stopień podporucznika w 1959. W październiku tego roku rozpoczął służbę zawodową jako dowódca plutonu czołgów w 11 pułku czołgów w Giżycku 1 Warszawskiej Dywizji Zmechanizowanej im. Tadeusza Kościuszki. W latach 1964–1967 był dowódcą kompanii szkolnej kierowców czołgów. W 1967, jako kapitan, został skierowany na studia w Akademii Sztabu Generalnego WP, po ukończeniu których wyznaczono go na starszego asystenta, a następnie wykładowcę Katedry Taktyki Ogólnej i Sztuki Operacyjnej tej uczelni.
W 1972 został skierowany do Giżycka, gdzie przez pięć lat był szefem sztabu oraz dowódcą 11 pułku czołgów. Od 1977 pełnił służbę w Dowództwie Warszawskiego Okręgu Wojskowego jako starszy oficer Oddziału Szkolenia Bojowego, a później jako szef wydziału–zastępca szefa oddziału i szef oddziału. W 1979 przez pół roku dowodził Polskim Kontyngentem Wojskowym w Syrii. W październiku 1987 objął obowiązki dowódcy 9 Dywizji Zmechanizowanej w Rzeszowie. W 1988 przeniesiony został na stanowisko zastępcy szefa Inspektoratu Obrony Terytorialnej i Wojsk Obrony Wewnętrznej. W 1990 objął funkcję zastępcy szefa sekretariatu Komitetu Obrony Kraju, a od 1991 przez cztery lata był dyrektorem Departamentu Systemu Obronnego w Biurze Bezpieczeństwa Narodowego. 
W 1991 został awansowany na stopień generała brygady przez prezydenta Rzeczypospolitej Polskiej Lecha Wałęsę, a w 1993 na stopień generała dywizji. W 1994 powierzono mu obowiązki dyrektora generalnego, a rok później dyrektora zespołu w pionie I zastępcy Ministra Obrony Narodowej. W latach 1995–1997 był I zastępcą szefa i szefem Obrony Cywilnej Kraju. W 1997 objął funkcję głównego inspektora, a następnie szefa Zespołu Głównych Inspektorów MON, którą zajmował do czasu zwolnienia z zawodowej służby wojskowej 20 lutego 1998. Autor wielu publikacji z dziedziny obronności kraju, zwłaszcza dotyczących miejsca i roli układu pozamilitarnego.   

## Awanse[1]
- podporucznik – 1959
- porucznik    – 1962
- kapitan – 1966
- major – 1971
- podpułkownik – 1975
- pułkownik – 1980
- generał brygady – 1991
- generał dywizji – 1993

## Ordery, odznaczenia i wyróżnienia
- Krzyż Oficerski Orderu Odrodzenia Polski[1]
- Krzyż Kawalerski Orderu Odrodzenia Polski[1]

i inne